# Thanongsak Simsri
Thanongsak Simsri (thaï : ทนงศักดิ์ สิมศรี), connu aussi sous le surnom de Petchkoson Greentsuda (เพชรโกศล กรึนสึดะ), est un boxeur thaïlandais né le 17 juin 2000 à Si Saket.

## Carrière
Passé professionnel en 2018, il remporte le titre vacant de champion du monde des poids mi-mouches IBF le 19 juin 2025 après sa victoire aux points contre Cristian Araneta.

## Référence
1. ↑  (en) « Thanongsak title bout put off », sur bangkokpost.com, Bangkok Post, 3 novembre 2020
2. ↑  (th) « “เพชรโกศล” ฝันเป็นจริง ดับซ่านักมวยปินส์ ผงาดแชมป์โลก 108 ปอนด์ คนใหม่ ของ IBF », sur dailynews.co.th, Daily News (Thailand),‎ 19 juin 2025
3. ↑  (en) Thanongsak Simsri edges Cristian Araneta to win IBF 108lbs title (boxingscene.com)